# 永松恵子
永松 恵子（ながまつ けいこ、1976年2月22日 - ）
は、東京都出身の元グラビアアイドル。 「イヤイヤ娘」や「ドカンとカワィータケ」のメンバーとしてCDもリリースした。 かつての所属事務所は「ホワイト・アトラス」。 既婚者。

## 人物
- 趣味は犬の散歩。
- 三浦理恵子に似ているとよく言われる。
- 以前はオフィシャルサイトがあり、永松本人によるPrivate Photo Diary「ケイコDiary」を連載していた。
- 日本華道古流「麗扇会・総本部」に通い、着付け、書道、茶道などを受講。
- 現在は引退し、結婚して子供ももうけている。

## コンテスト
- F3ANABUKI レースクイーン （1995年）
- セーシェル航空 イメージガール （1995年）
- 日本テレビのオーディションバラエティ番組『輝く日本の星!』の中のコーナー「平成の原節子をつくる」 （1996年）
- 「海の日プリンセス」イメージガール （1996年）
- チームavex童夢 with 無限 レースクイーン （1996年）

## 出演

### バラエティ番組
- 寝ないで×××　DJ BATTLE （TBS） - Bro.KONEと共に司会
  - Hip Hop編 （1996年2月）
  - House & Techno編 （1996年2月）
  - Jazz & Funk編 （1996年2月）
- 輝く日本の星!　「平成の原節子をつくる」 （1996年、日本テレビ）
- TVじゃん! BREAK （1996年10月28日、よみうりテレビ）
- 今田・東野のCMコウジ園 （1996年11月19日、日本テレビ） ゲスト出演
- サンタが殺しにやってきた（1996年12月23日、フジテレビ）
- スポーツKiss（1997年、WOWOW） ナビゲーター
- ウンナンの気分は上々。「ドラマを作ろう! Part3（後編）」（1997年11月7日）
- たかじんnoどォ!（1997年11月10日、日本テレビ）
- タモリ倶楽部 （1998年1月23日、テレビ朝日）
- すっぴんDNA （1998年3月12日、5月6日、日本テレビ）
- ナイトinナイト 火曜日 （1998年、ABC）
- 噂のCMガール'98（1998年、TBS）
- すぽCAN（1999年、TBS）
- 快楽FBI（1999年、TBS）
- 旬感美女 （1999年、CBC）
- しょうがのパワーを探る （1999年、テレビ東京） レポーター

### テレビドラマ
- 対極の天 恋愛二都物語 第22話 （1996年9月12日、フジテレビ）
- イタズラなKiss （1996年、テレビ朝日）
- クリスマスドラマスペシャル 「サンタが殺しにやって来た」 （1996年12月24日、フジテレビ）
- 踊る大捜査線　第5話「彼女の悲鳴が聞こえない」 （1997年2月4日、フジテレビ）
- Dの遺伝子　第13話「ダイエット法」 （1997年6月23日、フジテレビ）
- プラトニックセックス （2001年、フジテレビ）
- 水曜日の情事 （2001年10月 - 12月、フジテレビ） 倉木景子役でレギュラー
- 天国への階段 （2002年、よみうりテレビ）
- 自治会長・糸井緋芽子社宅の事件簿 2 （2002年8月5日、TBS）
- 香港明星迷 （2002年8月9日、テレビ東京） 大久保幸知役
- サイコドクター　第8話「私を見ないで…美容整形志願」 （2002年11月27日、日本テレビ）
- 幸せ咲いた〜結婚相談所物語〜 （2003年1月6日 - 3月28日、フジテレビ） カナ役でレギュラー
- ぼくの魔法使い　第2話「変身解決！極道編」 （2003年4月26日、日本テレビ）
- 新・夜逃げ屋本舗　第6話「赤ちゃん20人! 仰天大脱走劇!!」 （2003年5月21日、日本テレビ）
- しあわせギフトお届け人　青野大洋おどる事件帖 （2003年7月18日、フジテレビ）
- 夫婦。　第1話「妻の言い分 vs 夫の言いわけ」 （2004年10月10日、TBS）
- サスペンス特別企画 「虚貌 ～ 顔のない殺人者」(2005年7月7日、テレビ朝日）

### ラジオ
- おしゃべりランド  （1998年、ニッポン放送） レギュラー
- STAR digio 「digio GANG!」 （1998年、スカイパーフェクTV!のCSラジオ）
- 80＋1 （2004年、TOKYO FM） メインパーソナリティ

### CM
- 江崎グリコ 「キスミントガム」 （1996年8月 - 1997年2月）
- カネボウ 「マイルドコートシャンプー」 （1997年3月 - 4月）
- 白元 「貼るホッカイロ薄型」 （1997年11月 - ）
- 森永製菓 「ウイダー in ゼリー」 （1998年4月 - ）
- アサヒビール 「スタイニーボトル キャンペーン」 （1999年）
- NTT 「NTT DoCoMo i-mode」 （1999年）
- 作州商事 「エイルマンション」 （2000年）

### 舞台
- SEX BEAT （1999年、ウッディーシアター中目黒）
- 青空のメロディー （1999年12月、SPACE 107）
- ハッピーターン （2000年5月16日 - 21日、ウッディシアター中目黒）
- お父さんの葬式 （2000年10月、下北沢・東演パラータ）
- じーっとみてるとさわりたくなっちゃうよね （2002年、下北沢・トリウッド）
- ピンポンダッシュ （2003年1月7日 - 13日、ウッディシアター中目黒）

### イベント
- Girls Station （1999年6月10日）
- ココロのシイタケツアー （2002年8月2日、3日、17日、18日）

## ディスコグラフィ

### シングル
- イヤイヤ気分をふっとばせ! （1996年12月18日、エイベックス）
「イヤイヤ娘」名義作品。 メンバーは永松恵子、山下喜美恵、西野優輝の3名。 カップリング曲は「イヤイヤ気分をぶっとばせ!（逆ナンパ・合コン編）」。
- 恋のシイタケサンバ （2002年8月5日、Sammy）
「ドカンとカワィータケ」名義作品。メンバーは永松恵子、松元ドカン（おやじダンサーズ）、秋葉靖子、石井麻由、文文（中国人）の5名。 カップリング曲は「ココロのシイタケ物語」。

### ビデオ
- VIDEOスコラ 永松恵子 （1997年2月28日）

### セガサターンのゲーム
- プラドルDISC Vol.9　永松恵子 （1997年12月4日、GENKI、3,000円）
内容は「永松恵子の100問クイズ」など。

## 書籍

### 写真集
- Mint Pie － イヤイヤ気分をふっとばせ! イヤイヤ娘いいじゃ～ん （1997年5月、スコラ）

### ムック
- '96 水着アイドル大図鑑 （1996年6月、スコラ）

### 雑誌
- HOT-DOG PRESS （1996年9月10日号、講談社） グラビア2ページ
- 週刊プレイボーイ （1996年10月22日号） 巻頭グラビア
- 週刊ヤングサンデー （1996年10月24日号） 表紙・グラビア
- 週刊ヤングサンデー （1996年11月7日号） グラビア
- 週刊宝石 （1996年11月14日号、光文社） グラビア
- ヤングマガジン （1996年12月24日号、講談社） グラビア
- ビッグコミックスピリッツ （1997年1月1日号）
- ザ・ベストマガジン special　（1998年1月号、KKベストセラーズ） 表紙
- 週刊プレイボーイ （2000年5月23日号、集英社）
- たまごクラブ （2007年） 表紙